# Valeriana tajuvensis
Valeriana tajuvensis är en kaprifolväxtart som beskrevs av M. Sobral. Valeriana tajuvensis ingår i släktet vänderötter, och familjen kaprifolväxter. Inga underarter finns listade i Catalogue of Life.